# Ernesto Faxas
Ernesto Ruiz Faxas (La Habana, 12 de noviembre de 1968) es un actor y comentarista deportivo cubano, originario de La Habana. En televisión, ha participado en más de quince telenovelas en México y Estados Unidos. Trabajó en España con la cadena Telecinco y con Televisa y Tv Azteca, en México. Se formó en Cuba y también incursionó en series, comerciales y campañas publicitarias, entre ellas: Videollamadas TELMEX en el 2005. Ha trabajado en cine y teatro. En el 2019, regresa a la pantalla grande, con Wasp Network, película de Olivier Assayas, afamado director francés.

## Biografía
Nació, creció y estudió en La Habana y formó parte de programas radiales, videohomes e incluso largometrajes para cine y televisión. Faxas, empezó como comentarista deportivo en 1990, en la emisora radial COCO, el Periódico del Aire. Fue conductor del programa Amanecer deportivo junto a Armando Campusano y William Visozo Vasallo. Allí laboró por varios años y dirigió, y además ideó y condujo el programa Última página al lado del también conocido Andy Vargas.
Ha sido conductor de programas radiales y televisivos, e incluso ha dirigido y producido varios programas deportivos y musicales. Faxas viaja a España a su primera experiencia en el mundo de la actuación en 1997, donde participa en los episodios de la serie Todos los hombres sois iguales, interpretando a Vladimir. Fue el punto de partida, para una carrera de más de 15 años como actor.
En 1999, participa en la película Ítaca, donde interpreta a Andrés, su primer personaje protagónico. Ese mismo año actúa en la película Operación Fangio. Después de estos trabajos viaja a México y debuta en Golpe bajo, donde interpreta a César Antúnez y trabaja al lado de grandes figuras del mundo de las telenovelas mexicanas, como Lucía Méndez, Rogelio Guerra, Salvador Pineda, entre otros. En 2002-2003 trabajó para el Sistema Michoacano de Radio y Televisión (SMRTV), en Morelia, la capital del estado de Michoacán, al centro de la república mexicana. Condujo el espacio Buen provecho y dirigió el departamento de deportes. Fue fundador del noticiero Energía deportiva y cursó un diplomado en periodismo con la Universidad Latina de América.
En 2004 interpreta al psicólogo Ernesto, en la telenovela de TV Azteca Soñarás. Para 2006, llega a Televisa e irrumpe en Amar sin límites, junto a Valentino Lanús. Más adelante vendrían, en esa misma televisora, Las tontas no van al cielo, Camaleones, La rosa de Guadalupe y Mar de amor, junto a Mario Cimarro, Zuria Vega, Raquel Olmedo, Ninel Conde e Ignacio López Tarso. En 2012 llega a Estados Unidos y un año después, trabajó en tres producciones de la cadena Telemundo: Marido en alquiler, Santa diabla y Dama y obrero. Sus proyectos más recientes: con Venevisión Studios en la serie Demente criminal (basada en el libro Sangre en el diván) y Tierra de Reyes, "Eva la trailera" y "Mariposa de Barrio" con Telemundo.
Vale decir, que entre 2005 y 2006 fue corresponsal de ESPN en México. Casi 25 años de experiencia como Narrador-Comentarista Deportivo en Cuba, México, Venezuela y Estados Unidos. Narró los Juegos Olímpicos Londres 2012, para la cadena SKY SPORTS, en México.
En cine entre 2008 y 2011 trabajó en películas como Che, el argentino y Días de gracia. Después de varios trabajos con la cadena Telemundo, en 2019, viaja a España para grabar bajo la pupila de Olivier Assayas, la nueva película del director francés: Wasp Network. En Las Palmas de Gran Canaria, junto a Edgar Ramírez, le dio vida durante una semana de grabación, al Agente del FBI, Slingman. En 2021, fue llamado  por Telemundo para encarnar a Fernando Gavilán, en la telenovela "La mujer de mi vida". Las grabaciones se extendieron, desde septiembre de 2021 hasta febrero de 2022.

## Filmografía

### Telenovelas
- 2024: La mujer de mi vida Fernando Gavilán.
- 2017: Mariposa de Barrio - Angel, Agente FBI
- 2016: Eva la Trailera - Oficial de Policía
- 2014-2015: Tierra de reyes - Abogado Ruíz
- 2014-2015: Demente criminal - Lucas Santino. Alcalde.
- 2013: Santa diabla - Marcos Aguilar.
- 2013: Marido en alquiler - Reportero.
- 2013: Dama y obrero - Emilio Jiménez “El Duro”.
- 2009-2010: Mar de amor - Gustavo.
- 2009: Camaleones - Ramírez Cuello.
- 2008: Las tontas no van al cielo - Emiliano.
- 2006: Amar sin límites - Flavio.
- 2004: Soñarás - Ernesto.
- 2000: Golpe bajo - César Antúnez. T

### Series
- 2013: Historias de la Virgen Morena - Manuel episodio: "Justicia divina"
- 2012: Shift-Evolve-Survive - Jim O'Neal.
- 2011: Como dice el dicho
- 2008: La rosa de Guadalupe - Roberto episodio "Cristinita"
- 1997: Todos los hombres sois iguales - Vladimir.

### Películas
- 2022: "Mírame asi".Baseball Coach.
- 2019: Wasp Network. Agente Slingman.
- 2011: Días de gracia. México
- 2008: Che, el argentino - Fernández Suero. México.
- 1999: Ítaca. Cuba
- 1999: Operación Fangio. Cuba

### Películas y Teatro para Tv. Cuba.
- 1999: Siempre arribarás a esta ciudad (Director: Tomás Piard)
- 1999: Ítaca - como "Andrés" (Director: Tomás Piard)
- 1999: Amor con amor de paga (junto a Larisa Vega y Jorge Félix Alí)

### Experiencia Laboral en Cuba
- 1990-1992: Conductor del noticiero cultural de Radio Coco. La Habana, Cuba.
- 1993: Conductor  de Oasis de domingo. Radio Taíno. La Habana, Cuba.
- 1993-1996: Director y conductor de Última página. Revista cultural/deportiva. Radio. La Habana, Cuba.
- 1994-1995: Conductor de sección musical. Programa “Contacto. TV cubana. La Habana, Cuba.
- 1999: Actor protagónico en Siempre arribarás a esta ciudad. TV cubana. Cuba. Personaje: Ernesto.

## Asociaciones
- Miembro de la ANDA. México. Desde 2000.
- Miembro de la AISGE (Artistas Intérpretes Sociedad de Gestión). España. Desde 2004.
- Miembro de la ANDI. México. Desde 2004

## Premios y distinciones
- 1993-1996: Mejor programa de radio. Última página. Género: Revista deportivo/cultural. Cuba.
- 1993-1995: “Micrófono de la ciudad”. Mejor locutor de espacios musicales, noticiosos y deportivos. La Habana, Cuba.
- 1993-1994: “Estrella de la ciudad”. Mejor locutor para radio. La Habana, Cuba.
- 1996: Primer lugar como locutor y director. Programa Última página. Festival Nacional de la Radio en Cuba.
- 1999: Nominado a mejor actor protagónico por Ítaca
- Festival “caracol” de la UNEAC (Unión Nacional de Escritores y Artistas de Cuba).
- Distinción Guido García Inclán. Radio